# شهرستان کلیبورن (تنسی)
شهرستان کالیبورن، تنسی (به انگلیسی: Claiborne County, Tennessee) یک سکونتگاه مسکونی در ایالات متحده آمریکا است که در تنسی واقع شده‌است.

## خصوصیات
شهرستان کالیبورن ۱٬۱۴۴ کیلومترمربع مساحت دارد.